# Leukippos (Sohn des Makareus)
Leukippos (altgriechisch Λεύκιππος Leúkippos) ist in der griechischen Mythologie der Sohn des Makareus, des Königs von Lesbos.
Er wird von seinem Vater nach Rhodos geschickt, um dort eine Kolonie zu gründen.